# Oecetis maculata
Oecetis maculata är en nattsländeart som beskrevs av Douglas E. Kimmins 1956. Oecetis maculata ingår i släktet Oecetis och familjen långhornssländor. Inga underarter finns listade i Catalogue of Life.